# Горенка (приток Пехорки)
Горенка — река в городском округе Балашиха Московской области России, правый приток Пехорки.
Берёт начало и протекает на территории Горенского лесопарка. Верховье соединено каналом с Мазуринским озером, которое в настоящее время и считается истоком речки. Пересекается автодорогой «Волга» (бывшее Горьковское шоссе) в районе усадьбы Горенки. Южнее автотрассы образует обширный Верхний пруд в каскаде Горенских прудов. На левом берегу речки у автодороги находится историческое здание Горенской почтовой станции.

## История
Речка Горенка хорошо известна по рукописным планам XVII века, где она изображена вытекающей из Дёмина болота, находящегося севернее Большой Владимирской дороги, и впадающей справа в речку Пехорку.
Впервые речка упоминается в книгах Московского уезда Васильцова стану 1623—1624 годов:
За Никифором Плещеевым по государевой грамоте 1617 года пустошь Перевесье на речке на Горенке, а в ней пашни паханные наездом и лесом поросло 5 чети в поле, а в дву потомуж.
К югу от большой дороги, на правом (западном) берегу Горенки, в XVII веке существовала деревня Горенка (впоследствии владельческое сельцо Горенки). Усадьба Горенки в конце XVIII века была построена на противоположном (восточном) берегу. Устройство усадебного парка сопровождалось возведением плотин на речке Горенке, что позволило создать живописный каскад из семи прудов (до настоящего времени сохранились только три).

## Топонимика
Гидроним Горенка дал начало существованию в различное время целому ряду топонимов:
- Горенка (деревня) — XVII век
- Горенки (сельцо) — конец XVII—XVIII век
- Горенки (усадьба) — с конца XVIII века
- Горенский лесопарк — 1935 год
- Горенские пруды — с конца XVIII века
- Горенские ворота (Реутов) — до 1917 года
- Горенская почтовая станция — XVIII — начало XX века (?)
- Горенки (ж. д. платформа) — с 1935 года
- Горенки (автобусная остановка) — XX век